# 귀부인과 일각수

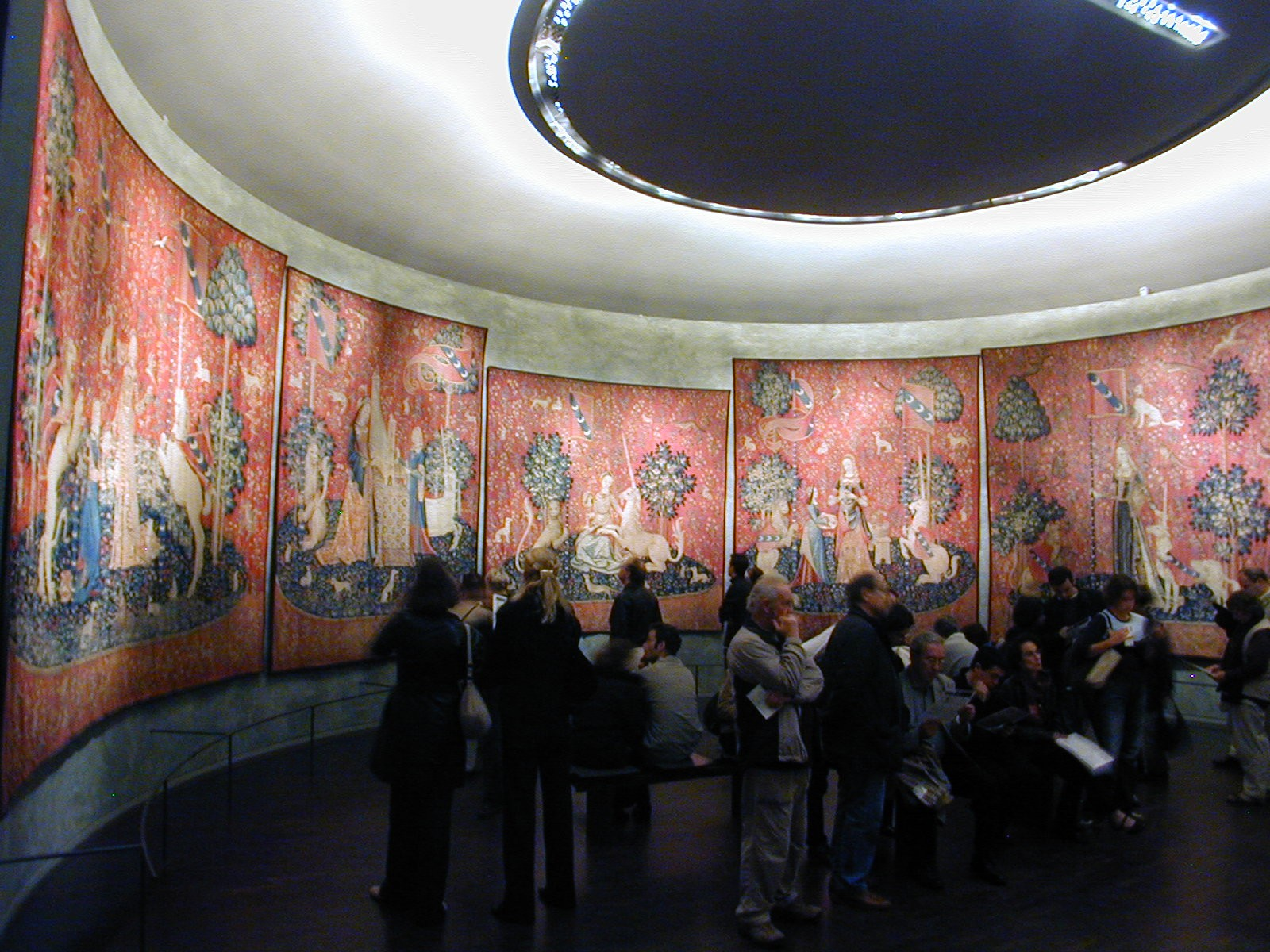
《귀부인과 일각수》 연작, 파리 중세미술관의 전시실

귀부인과 일각수(일본어: 貴婦人と一角獣, 프랑스어: La Dame à la licorne, 영어: The Lady and the Unicorn)는 프랑스에 있는 태피스트리(철자 직물)의 6장으로 이루어진 연작이다. 제작 연도와 장소는 알 수 없으나 파리에서 밑그림이 그려져 15세기말(1484년부터 1500년경)에 플랑드르에서 만들어진 것으로 보인다.

## 같이 보기
- 태피스트리